# Gouda (stacja kolejowa)
Gouda – stacja kolejowa w Goudzie, w prowincji Holandia Południowa. Stacja została otwarta w 1855. Posiada 4 perony.